# MediaMonkey
MediaMonkey (parfois désigné par l'acronyme MM)  est un lecteur multimédia numérique édité par Ventis Media Inc., servant de médiathèque, pour l'organisation et la lecture audio sur les systèmes d'exploitation Microsoft Windows,.
Il offre un gestionnaire de tag intelligent qui recherche les albums et informations manquantes sur le web.
De plus, ce logiciel permet le streaming multimédia d'un appareil à un autre, et ce où qu'ils soient (en externe, il faut tout de même avoir au préalable ouvert le port).

## Formats des médias supportés
MediaMonkey prend en charge les fichiers Ogg, WMA, MPC, FLAC, APE, WAV et MP3s.